# La Bicyclette (album)
Pour les articles homonymes, voir La Bicyclette.
Albums de Yves Montand
À L'Olympia
(1968) La Fête à Loulou
(1973)
La Bicyclette est un album d'Yves Montand, il sort en 1968 sur le label Philips.

## Les titres
| 1.    | La Bicyclette                                            | Pierre Barouh, Francis Lai                                | 2:45 |
| 2.    | Le Jazz et la Java                                       | Claude Nougaro, Jacques Datin, Dave Brubeck, Joseph Haydn | 2:36 |
| 3.    | La Musique                                               | Philippe-Gérard, Jean Dréjac                              | 3:48 |
| 4.    | Barcarolette                                             | Jean Guigo, Jean Constantin                               | 2:55 |
| 5.    | Mes jolies vacances                                      | Hervé Rostaing, H. Pasquier                               | 2:48 |
| 6.    | Les Berceaux                                             | Sully Prudhomme, Gabriel Fauré                            | 2:24 |
| 7.    | Madrid                                                   | Jean-Jacques Debout, Roger Dumas                          | 2:11 |
| 8.    | Napoli jolie                                             |                                                           | 2:28 |
| 9.    | C'est la faute à l'accordéon                             | Francis Lemarque, René Rouzaud                            | 2:58 |
| 10.   | Nuit de Camargue                                         | Bob Castella, Michel Rivgauche                            | 3:06 |
| 11.   | Pluie                                                    | Francis Lai, Pierre Barouh                                | 2:32 |
| 12.   | Le Télégramme (avec la participation de Simone Signoret) | Simone Signoret                                           | 3:42 |
| 33:13 |                                                          |                                                           |      |

## Musiciens
- Piano : Bob Castella
- Arrangements : Hubert Rostaing, Jack Laurel